# Jens Salumäe
Jens Salumäe (né le 15 mars 1981) est un sauteur à ski et ancien coureur du combiné nordique estonien.

## Palmarès (saut à ski)

### Jeux olympiques
| Épreuve / Édition | Salt Lake City 2002 | Turin 2006 |
| Petit Tremplin    |                     | 32e        |
| Grand Tremplin    | 49e                 | 23e        |

### Championnats du monde
| Épreuve / Édition | Oberstdorf 2005 | Sapporo 2007 |
| Petit Tremplin    | 37e             |              |
| Grand Tremplin    |                 | 48e          |

### Championnats du monde de vol à ski
| Épreuve / Édition | Planica 2004 | Kulm 2006 |
| Individuel        | 25e          | 38e       |

### Coupe du monde
- Meilleur classement final: 59e en 2006.
- Meilleur résultat: 21e.

## Palmarès (combiné nordique)

### Jeux olympiques
| Épreuve / Édition | Salt Lake City 2002 |
| Sprint            | 37e                 |
| Gunndersen        | 40e                 |

### Championnats du monde
| Épreuve / Édition | Ramsau 1999 | Lahti 2001 |
| Sprint            | 48e         | 17e        |
| Gundersen         | 41e         | 40e        |

### Coupe du monde
- 57e du classement général en 2001.
- Meilleur résultat : 15e.

### Championnat d'Estonie de combiné nordique
Il remporte le titre dans le sprint en 2002. Il termine 3e en 1999 dans le sprint et dans l'individuel.